# 那覇バス三重城営業所
那覇バス三重城営業所（なはバスみえぐすくえいぎょうしょ）は、沖縄県那覇市西にあった那覇バスの管轄する営業所である。なお、営業所閉鎖後に新たに設置された三重城バス停についてもここで記述する。
那覇バス本社もあり、那覇バスの中心の営業所として設置されていて、市内線、市外線共にここを利用していた。また、ここを起点、終点にしていない6番・那覇おもろまち線や97番・琉大（首里）線なども車庫として利用していた。
この営業所の敷地は借地で、那覇交通時代から地主に返還を求められていた。そのため、糸満市真壁へ移転した農業試験所（現在の沖縄県農業研究センター）の跡地である南風原町字新川に建設した新川営業所に2006年9月25日に移転した。なお、本社も新川営業所への移転となった。
営業所閉鎖後に設置された三重城バス停は、片側1ヶ所のみで折り返し地点となっている。

## 構造
本社機能を含む営業所建物と約40台の駐車場などが主な施設であった。那覇バスターミナルのように乗降口が設備されているわけではなく、駐車場のようにバスが停車できるようになっていた。但し、屋根つきの待合室が設置されていた。
現在敷地内は事務所などがある。また、営業所前には新たに三重城バス停が設置されている。

## 概要
- 所在地：沖縄県那覇市西三丁目8-1
- 閉鎖年月日：2006年9月25日

## 沿革
- 2004年
  - 7月17日 - 2番・国場線、14番・泊線が廃止されたため、当営業所管轄路線は6路線。
  - 7月18日 - 那覇交通から那覇バスへ営業譲渡されたため、営業所名が那覇交通三重城営業所から那覇バス三重城営業所へ改名。
- 2006年9月25日 - 新川営業所へ移転。三重城バス停設置。

## 周辺
- 沖縄ガス本社・ショールーム
- 沖縄県男女共同参画センター「てぃるる」

宿泊施設
- ロワジールホテル沖縄
- パシフィックホテル沖縄
- ホテルルートイン那覇
- 那覇ビーチサイドホテル

ショッピング
- タウンプラザかねひでにしのまち市場

## 接続していた路線

### 三重城営業所
- 1番・首里識名線
三重城営業所 - 久米 - 牧志 - 大道中央病院前 - 首里城公園入口 - 首里駅前 - 県立医療センター - 真和志高校前 - 識名園前 - 識名 - 真和志小学校前 - 開南 - 久米 - 三重城営業所
- 3番・松川線
三重城営業所 - 若狭 - 泊高橋 - 中の橋 - 大道中央病院前 - 工業高校前 - 真和志支所前 - 開南 - 久米 - 三重城営業所
- 5番・識名線
三重城営業所 - 商業高校前 - 牧志 - 大道中央病院前 - 繁多川 - 識名園前（ - 真和志高校前 - 県立医療センター前） - 識名 - 真和志小学校前 - 開南 - 久米 - 三重城営業所
- 15番・寒川線
三重城営業所 - 商業高校前 - 牧志 - 大道中央病院前 - 寒川 - 石畳前 - 県立医療センター前 - 真和志高校前 - 一日橋 - 真地団地
- 17番・石嶺線
三重城営業所 - 商業高校前 - 開南 - 姫百合橋 - 大道中央病院前 - 首里城公園入口 - 儀保 - 石嶺 - 那覇バス石嶺営業所|石嶺営業所
- 45番・与根線
三重城営業所 - 商業高校前 - 開南 - 与儀十字路 - 真玉橋（豊見城高校前） - 豊見城中学校前 - 座安 - 与根 - 具志営業所

- バス停名は三重城営業所営業当時

## 三重城バス停
2022年現在の発着路線。路線の詳細は那覇バス営業路線を参照。
- 1番・首里牧志線
三重城 - 久米 - てんぶす前 - メディカルプラザ大道中央 - 首里城公園入口 - 首里駅前 - 県立医療センター - 新川営業所
- 2番・識名開南線
三重城 - 商業高校前 - 開南 - 真和志小学校前 - 識名 - 識名園前 - 真和志高校前 - 県立医療センター - 新川営業所
- 3番・松川新都心線
三重城 - 若狭 - 泊高橋 - おもろまち一丁目 - メディカルプラザ大道中央 - 工業高校前 - 真和志支所前 - 寄宮 - 識名園前 - 真和志高校前 - 新川営業所
- 5番・識名牧志線
三重城 - 商業高校前 - てんぶす前 - メディカルプラザ大道中央 - 繁多川 - 識名園前 - 真和志高校前 - 県立医療センター - 新川営業所
- 15番・寒川線
三重城 - 商業高校前 - てんぶす前 - メディカルプラザ大道中央 - 寒川 - 石畳前 - 県立医療センター前 - 真和志高校前 - 一日橋 - 真地団地 - 真和志高校前 - 新川営業所
- 45番・与根線
三重城 - 商業高校前 - 開南 - 与儀十字路 - 真玉橋（豊見城高校前） - 豊見城中学校前 - 座安 - 与根 - メイクマン豊見城店前/友愛医療センター前 - 具志営業所

## 隣のバス停

### 三重城営業所
西三丁目 → 三重城営業所 → 那覇港前

※ 西三丁目から三重城営業所、三重城営業所から那覇港前へは1方通行。

### 三重城バス停
三重城 - 那覇港前